# Tokelo Rantie
Tokelo Anthony Rantie (ur. 8 września 1990 w Parysie) – południowoafrykański piłkarz, grający na pozycji napastnika.

## Kariera klubowa
Swoją karierę piłkarską Rantie rozpoczął w Stars of Africa Academy. W 2010 roku grał w Mozambiku, w klubie Clube Ferroviário da Beira. W 2011 roku przeszedł do CD Maxaquene, a jeszcze w tym samym roku wyjechał do Szwecji i występował w tamtejszym IFK Hässleholm. W 2011 roku wrócił do RPA i został zawodnikiem Orlando Pirates. Zadebiutował w nim 24 września 2011 w zremisowanym 0:0 domowym meczu z Mamelodi Sundowns FC. Wraz z Orlando Pirates wywalczył mistrzostwo RPA oraz zdobył Telkom Knockout i MTN 8.
W 2012 roku Rantie podpisał kontrakt z Malmö FF. Zadebiutował w nim 27 sierpnia 2012 w wygranym 2:0 domowym meczu z GIF Sundsvall i w debiucie zdobył gola. W latach 2013–2016 grał w Bournemouth, a latem 2016 trafił do Gençlerbirliği SK. Następnie był zawodnikiem takich klubów jak: Cape Town City FC (2018-2019), Mamelodi Sundowns FC (2019-2020) i Tshakhuma Tsha Madzivhandila FC (2020-2021).
| Sezon   | Klub                            | Kraj              | Rozgrywki                    | Mecze | Bramki |
| ------- | ------------------------------- | ----------------- | ---------------------------- | ----- | ------ |
| 2010    | Clube Ferroviário da Beira      | Mozambik          | Moçambola                    | ?     | ?      |
| 2011    | CD Maxaquene                    | Mozambik          | Moçambola                    | ?     | ?      |
| 2011    | IFK Hässleholm                  | Szwecja           | Division 3                   | 12    | 10     |
| 2011/12 | Orlando Pirates                 | Południowa Afryka | PSL                          | 20    | 7      |
| 2012    | Malmö FF                        | Szwecja           | Allsvenskan                  | 11    | 3      |
| 2013    | Malmö FF                        | Szwecja           | Allsvenskan                  | 21    | 7      |
| 2013/14 | A.F.C. Bournemouth              | Anglia            | Football League Championship | 29    | 3      |
| 2014/15 | A.F.C. Bournemouth              | Anglia            | Football League Championship | 12    | 2      |
| 2015/16 | A.F.C. Bournemouth              | Anglia            | Premier League               | 3     | 0      |
| 2016/17 | Gençlerbirliği SK               | Turcja            | Süper Lig                    | 20    | 3      |
| 2017/18 | Gençlerbirliği SK               | Turcja            | Süper Lig                    | 6     | 0      |
| 2018/19 | Cape Town City FC               | Południowa Afryka | PSL                          | 0     | 0      |
| 2019/20 | Mamelodi Sundowns FC            | Południowa Afryka | PSL                          | 0     | 0      |
| 2020/21 | Tshakhuma Tsha Madzivhandila FC | Południowa Afryka | PSL                          | 6     | 0      |

## Kariera reprezentacyjna
W reprezentacji Republiki Południowej Afryki Rantie zadebiutował 9 czerwca 2012 roku w zremisowanym 1:1 meczu eliminacji do MŚ 2014 z Botswaną. W 2013 roku został powołany na Puchar Narodów Afryki 2013, a w 2015 na Puchar Narodów Afryki 2015. Od 2012 do 2017 rozegrał w kadrze narodowej 40 meczów i strzelił 13 goli.